# ORP Warta (1916)

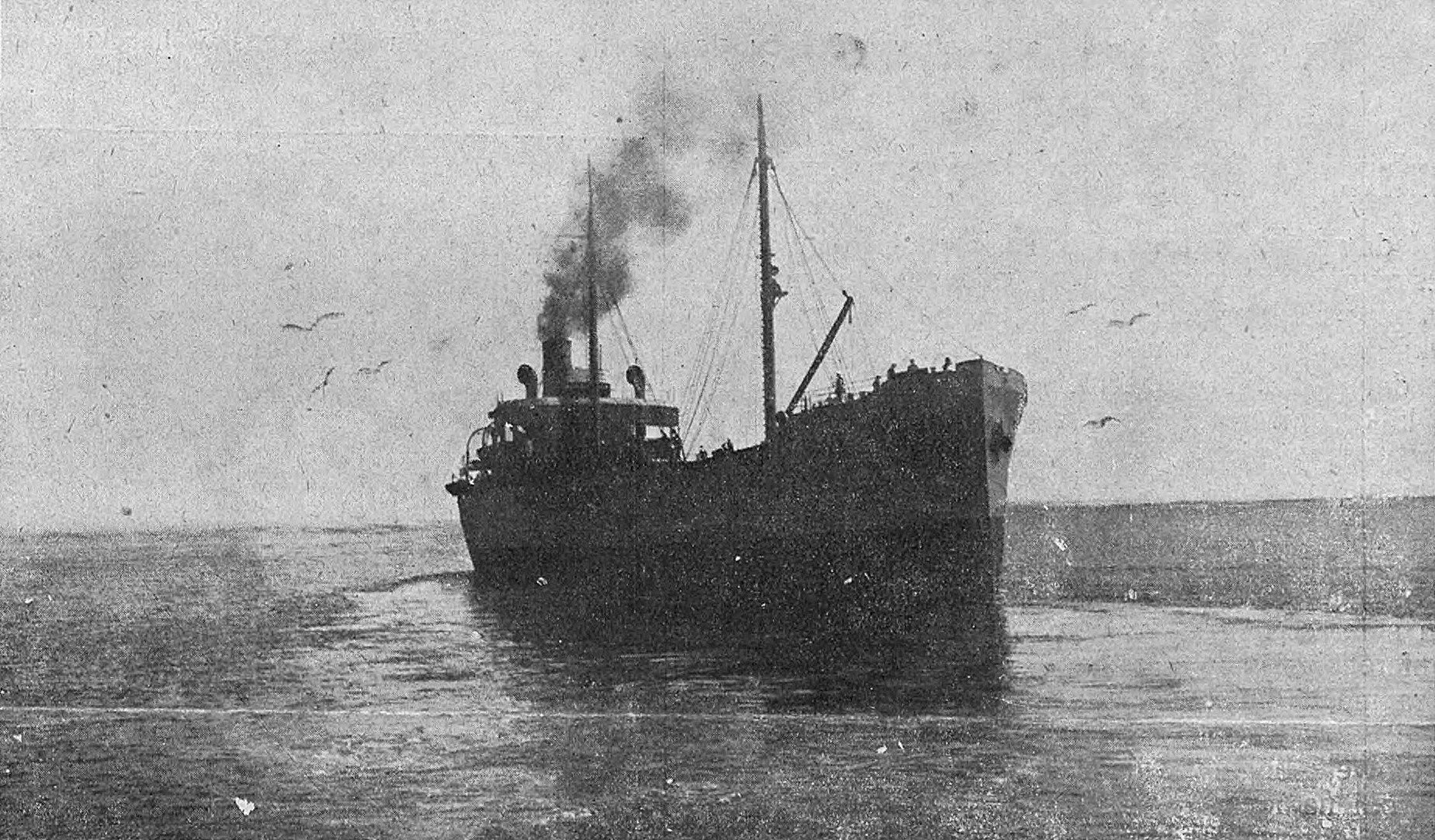
ORP „Warta”

ORP Warta – transportowiec Marynarki Wojennej II RP (ex SS „P.L.M. 5”), następnie w służbie cywilnej jako SS „Warta”.

## Historia
Na początku 1924 roku Kierownictwo Marynarki Wojennej nabyło we Francji statek Paris-Lyon Mediterranée („P-L.M. 5”), jeziorowca zbudowanego w 1916 roku w Ecrose w stanie Michigan (Stany Zjednoczone) do żeglugi po Wielkich Jeziorach.
3 marca 1924 roku w stoczni w Cherbourgu rozpoczęto niezbędne prace remontowe adaptujące jednostkę do roli okrętu transportowego. Tego samego dnia Minister Spraw Wojskowych zaliczył jednostkę do składu Polskiej Marynarki Wojennej (PMW) i nadał jej nazwę „Warta”. 3 czerwca 1924, po zakończeniu prac, na Okręcie Rzeczypospolitej Polskiej „Warta” została podniesiona polska bandera wojenna. Dowódcą okrętu został kmdr por. Mieczysław Burhardt. 28 czerwca 1924 okręt wypłynął do Gdańska, wioząc materiały wojenne zakupione we Francji dla Wojska Polskiego.
Z dniem 22 kwietnia 1927 ORP „Warta” został skreślony z listy okrętów Marynarki Wojennej i tego samego dnia przekazany Ministerstwu Przemysłu i Handlu, które z kolei oddało jednostkę towarzystwu Żegluga Polska, zachowując poprzednią nazwę (s/s „Warta”).
W roku 1933 statek został sprzedany włoskiemu armatorowi z Genui, który niedługo potem sprzedał go armatorowi Sociétè Anonyme Meritime Commerciale, z siedzibą w Genewie. Ten nadał mu nazwę „Turul” i podniósł na nim banderą węgierską, z portem macierzystym w Budapeszcie. Podczas II wojny światowej pływał pod banderą panamską, wraz ze wszystkimi czterema statkami tego armatora.
W 1952 został postawiony na kotwicy w rejonie Kanału Bristolskiego i tu do września 1954 był pod opieką kpt. Zbigniewa Koreywo, jego ostatniego dowódcy. W kilka miesięcy później pocięto go na złom.